# Dives-sur-Mer
Dives-sur-Mer is een gemeente in het Franse departement Calvados (regio Normandië). De plaats maakt deel uit van het arrondissement Lisieux. Dives-sur-Mer telde op 1 januari 2022 5.129 inwoners. In de gemeente liggen de spoorwegstations Dives-Cabourg en Dives-sur-Mer-Port-Guillaume.

## Geografie
De oppervlakte van Dives-sur-Mer bedroeg op 1 januari 2022 6,46 vierkante kilometer; de bevolkingsdichtheid was toen 794 inwoners per km². De gemeente ligt op de rechteroever van de Dives, waar die uitmondt in Het Kanaal.
De onderstaande kaart toont de ligging van Dives-sur-Mer met de belangrijkste infrastructuur en aangrenzende gemeenten.

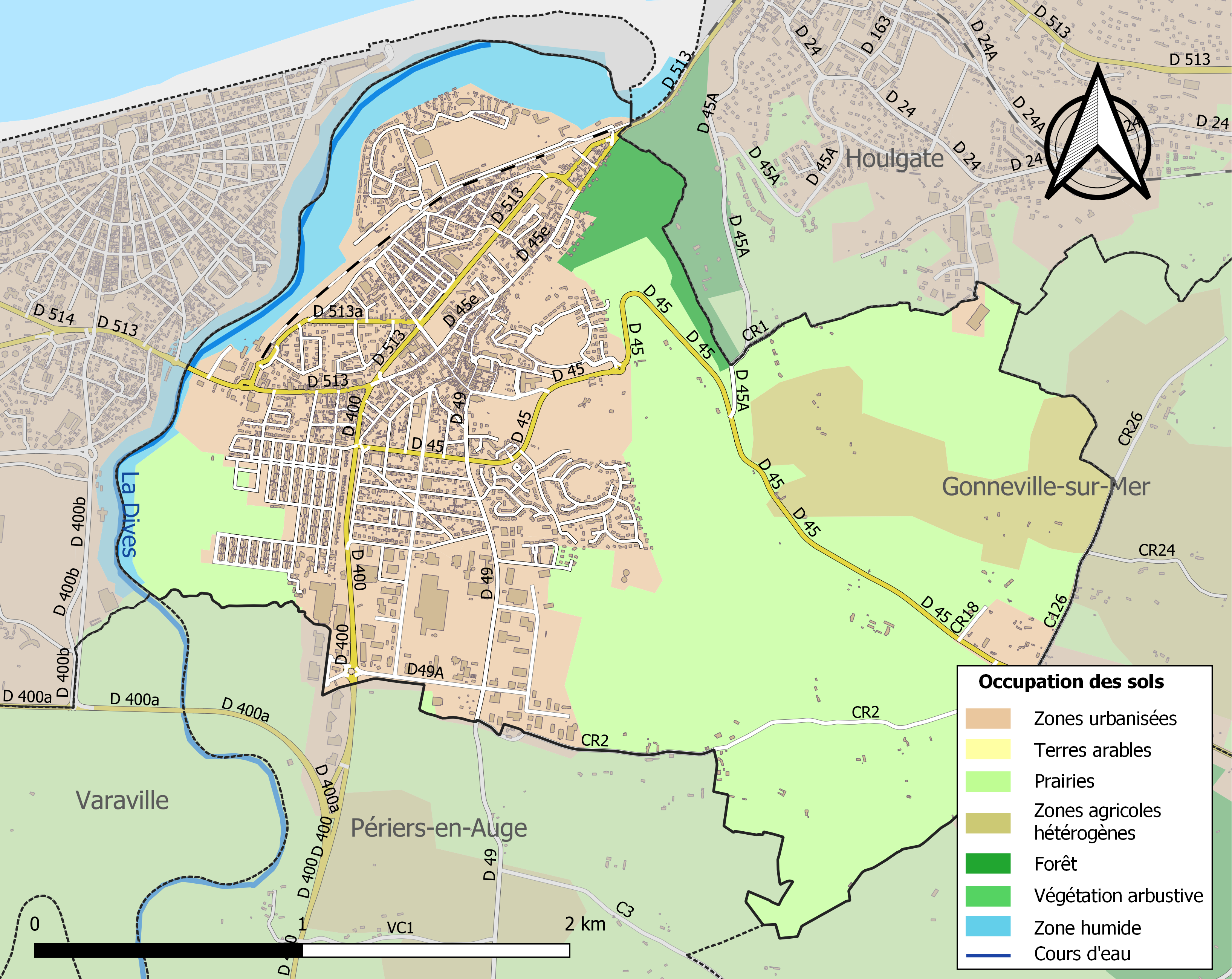

## Demografie
Onderstaande figuur toont het verloop van het inwonertal (bron: INSEE-tellingen).
Vanwege een beveiligingsprobleem met de MediaWiki Graph-software is het momenteel niet mogelijk deze grafiek weer te geven. Zodra de software is bijgewerkt zal de grafiek vanzelf weer zichtbaar worden.